# 216451 Irsha
216451 Irsha è un asteroide della fascia principale. Scoperto nel 2009, presenta un'orbita caratterizzata da un semiasse maggiore pari a 2,3569035 UA e da un'eccentricità di 0,1648179, inclinata di 5,98513° rispetto all'eclittica.